# Cris Morena
María Cristina De Giácomi, professionalment coneguda com a Cris Morena (n. Buenos Aires, Argentina; 23 d'agost de 1956) és una ex actriu i presentadora, i actual compositora musical, empresària, directora i productora de televisió argentina. És la creadora de sèries juvenils com: Casi Angeles, Rebelde Way, Alma pirata, Aliados i Verano del 98. També de sèries infantils com: Chiquititas, Rincón de luz i Floricienta. Va ser la presentadora de l'icònic programa juvenil dels 90´s Jugate conmigo. També va produir la reeixida sitcom Amor Mio, entre d'altres.
Es reconeguda com una gran caçatalents infantils i juvenils. De la seva mà han començat actors i actrius, cantants i músics que ja són consagrats i uns altres que comencen a tenir rellevància.
Des de 2012 és membre de l'Academia Latina de Artes y Ciencias de la Grabación com a jurat dels Grammy Llatins.

## Biografia

### Començaments
El 1973, quan tenia 17 anys va ser imatge dels jeans 'Lee'. Temps més tard, va ser seleccionada per treballar en l'equip de Vol Tops en el qual va conèixer a Gustavo Yankelevich. Van estar 25 anys junts, i fruit de la relació van néixer la Romina i en Tomás. La Cris es va retirar de l'àmbit artístic durant un temps per tenir cura de la seva família.

### Trajectòria actoral
Al 1980 es dona el seu debut televisiu, en la telenovel·la Dulce fugitiva, on va interpretar el personatge de Laura Morena, d'on va sorgir el seu nom artístic. Aquest mateix any va actuar en Romina protagonitzada per Daura Baret. En aquesta època també va realitzar algunes obres de teatre.
Entre 1983 i 1989 va treballar al programa humorístic Mesa de Noticias. Al 1990 va continuar la seva carrera com a actriu en la telecomedia Amigos son los amigos com co-protagonista al costat de Carlos Calvo i Pablo Rago, intervenint en les dues primeres temporades.
En cinema va actuar en tres films dirigits per Enrique Carreras, Los colimbas se divierten (1986), Rambito i Rambón (1986) i Los colimbas al ataque (1987).
Al 1991 la Cris va treballar com a presentadora al món de l'espectacle amb el seu programa d'entreteniments i musical Jugate conmigo dirigit per a adolescents que li va valer un Martín Fierro com a "Millor programa d'entreteniments de la televisió argentina". En 1994 la Cris va protagonitzar Quereme, una telenovel·la unitària al costat de Juan Palomino i alguns dels nois de l'elenc de Jugate conmigo (de 1991 i 1993).

### Trajectòria musical
L'any 1979, va començar la seva carrera com a compositora musical. Va compondre temes per: Silvana Di Lorenzo, Sergio Denis, Cae, Sandra Mihanovich, Indiscreciones, Flavia Palmiero, Ritmo de la noche, Mi familia es un dibujo, Brigada cola, Michel, Xuxa, Jugate conmigo, Verano del 98, Chiquititas, Cebollitas, Rebelde Way, Rincón de luz, Floricienta, Alma pirata, Casi angeles, Bella & Bestia, Jake & Blake, Atrapados i Aliados, entre d'altres.
Les seves cançons més conegudes han estat: «Corazones al viento», «La tarde», «A ver si pueden», «Verano del 98», «Jugate conmigo», «Me llamo Juan», «Nada nos puede pasar», «Para cosas buenas», «Sweet Baby»,
«El cristal», «Bella», «Tiempo», «Memoria», «Corazón con agujeritos», «Bonita de más» «Que nos volvamos a ver», «Pobres los ricos», «Miedo a perderte», «Mi vestido azul», etc.Era coneguda per cantar els jingles de Telefe.

### Trajectòria empresarial

#### Ficcions, obres, discos i pel·lícules produïdes
La Cris Morena va començar a produir programes televisius en 1991, amb Jugate conmigo, el qual va culminar en 1994, i a l'any següent va realitzar un altre cicle similar, Jugate con todo.
En 1995 va produir Chiquititas, una novel·la infantil sobre nens orfes d'una llar anomenada Rincón de luz, protagonitzada en la seva primera versió per la seva filla, Romina Yan, després per Grecia Colmenares, més tard per Romina Gaetani i finalment per Agustina Cherri. La ficció va comptar amb set temporades televisives consecutives, convertint la ficció en un clàssic. També, entre 1996 i 2001, es va presentar la versió teatral musical. Va estar en cartell durant sis temporades i la van veure més d'un milió d'espectadors, produint un punt d'inflexió en la història del teatre-TV en l'Argentina. Es van editar set discos musicals, que van vendre més de 4 milions de còpies a tot el món, va ser transmesa en més de 30 països. En 2001 es va estrenar la pel·lícula, Chiquititas: Rincón de luz, donant fi a la sèrie.
En 1998 produeix la reeixida telenovel·la juvenil, Verano del 98, amb una gran producció per a l'època, recreant un poble fictici en el tigre, anomenat Costa Esperanza. Va ser pensat com una novel·la d'estiu per emplenar la programació durant aquests mesos, però a causa de l'enorme èxit, telefe va decidir continuar-la i la Cris va deixar la producció a càrrec del canal. Així i tot va compondre tots els temes de la banda sonora, tant de la primera, com de la segona i tercera temporada.
El 2002, ja amb la seva pròpia productora, Cris Morena Group, va produir Rebelde Way, una novel·la adolescent protagonitzada per Camila Bordonaba, Benjamin Rojas, Luisana Lopilato i Felipe Colombo, que també van ser protagonistes en Chiquititas. Es va portar al Teatre Gran Rex amb el recital de la seva banda de música derivada de la ficció, Erreway, la sèrie es va emetre fins a 2003 i va culminar amb la pel·lícula Erreway: 4 caminos. A més amb el grup musical, va editar tres àlbums d'estudi i va realitzar gires per Amèrica llatina, Europa i Orient Mitjà. Va ser transmès per importants cadenes internacionals, entre la qual es destaca Fox Kids.
El 2003 va començar una novel·la infantil, Rincón de luz, un spin off de Chiquititas, que també va tenir el seu propi CD amb dotze cançons, protagonitzada per Soledad Pastorutti i Guido Kaczka. També va comptar amb una gira teatral a Israel. El canal internacional Boomerang, va emetre la ficció en tota parla hispana, i el canal Viva a Israel.
El 2004 va estrenar en Canal 13 una nova tira infantil, Floricienta. Aquesta va ser portada al teatre en les seves dues temporades i el 2005 va realitzar una gira per Amèrica Llatina amb concerts. També va comptar amb dos àlbums d'estudi, dos de karaoke i un de grans èxits. Floricienta va ser emès per Disney Channel per tota Amèrica llatina, per Sony per a Espanya, i per altres cadenes d'Europa de l'est i Israel.
El 2005 Cris va tornar a Telefe produint la seva primera sitcom, Amor mio, dirigida pel seu fill Tomás Yankelevich i protagonitzada per Romina Yan i Damian de Santo.
En 2006, va produir la tornada de Chiquititas sin fin amb Jorgelina Aruzzi com a protagonista. La remake va tenir una temporada teatral en el Gran Rex, una gira per Argentina i un àlbum musical. A més va ser emesa per Disney Channel per tota Amèrica llatina.
Aquest any també va crear Alma pirata, una sèrie de ciència-ficció amb música d'ella, i amb el protagonista de Mariano Martínez, Luisana Lopilato, Benjamí Rojas i Fabian Mazzei, i després la incorporació de Nicolas Vázquez en reemplaçament de Martínez.
En 2007 va produir la sèrie per a adolescents Casi Angeles que va durar fins a 2010, i va crear el grup pop derivat Teen Angels. Es va emetre en Telefe per a Argentina, en Disney Channel i Jetix per al mercat llatí, i en diferents cadenes d'Europa i Israel. Va comptar amb quatre temporades teatrals en Gran Rex, que van batre rècord d'assistència, a més amb el grup va llançar sis àlbums d'estudi, un de grans èxits (La Historia) i dos en viu. També amb la banda i l'espectacle de la sèrie, es van realitzar gires per tota Argentina, Amèrica llatina, Europa i Mig Orient.
En 2008 va produir B&B (Bella i Bèstia), una comèdia familiar que va comptar amb els mateixos protagonistes d'Amor mio, Yan i De Santo.
Per al mercat internacional, Cris Morena va co-produir en aquest any al costat de Televisa Lola, érase una vez, la versió mexicana de Floricienta i la segona temporada d'Amor mio a Mèxic.
En 2009 Cris va crear una sèrie per Disney Channel, Jake & Blake, que tindria una versió en castellà per Disney Channel Hispanoamèrica, i una altra en anglès per Disney Channel (Estats Units). També va realitzar un musical titulat Despertar de primavera (del musical de Broadway, Spring Awakening) durant 2010.
Al desembre de 2010, després de la mort de la seva filla Romina Yan, la Cris va decidir tancar la seva productora Cris Morena Group i va retirar-se dels mitjans.
En 2011, es va estrenar Atrapados, una sèrie per a internet gravada en 2008. Va ser creada per la Cris i dirigida pel seu fill, en Tomás Yankelevich.
En 2013 va tornar a la pantalla de Telefe amb la seva nova tira juvenil cridada Aliados. En 2014 es va estrenar la segona i última temporada de la sèrie, a més es va estrenar la seva versió teatral en el Gran Rex, cridada, Aliados, el musical. De la ficció es van desprendre dos àlbums musicals. La cadena Fox va emetre la sèrie internacionalment.
En 2015 es va anunciar que Floricienta tindrà la seva versió animada en 2016, produïda i escrita per la Cris, i dirigida pel Juan Jose Campanella, en associació amb Discovery Kids.

#### Cris Morena Group
En 2002 va fundar una productora de multimedis. Els productes de Cris Morena Group es van comercialitzar a través de Telefe Internacional.
Els enllaunats de Rebelde Way, Casi Angeles, Chiquititas, Alma Pirata, Amor mio, Floricienta i Rincón de luz van arribar a més de 35 països de Llatinoamèrica, Europa Oriental, Àsia i Europa Occidental.
A partir de 2005 els productes van començar a vendre's també com a formats.
Dins de la seva productora existeixen tallers artístics per formar i preparar els nens i joves seleccionats per càsting. Els seus famosos tallers (on els prepara amb classes de: actuació, cant, ball, etc) han servit com a eina per iniciar-los artísticament.
La temàtica que utilitza les seves sèries, és reflectir el món adolescent: "el valor de l'amistat", "l'amor" i "el difícil procés de créixer", utilitzant per a això metàfores i sent la música una característica primordial en les seves ficcions, i concienciar a les persones per canviar el món de la solitud, la fam, les inundacions, la contaminació, etc.
Cris Morena és una destacada caçatalents de nens i adolescents. Moltes figures nacionals i internacionals, van ser descobertes o van donar els seus primers passos en alguna de les seves ficcions. Entre els més destacats es poden esmentar a: Luciano Castro, Agustina Cherri, Lali Espósito, Marcela Kloosterboer, Luisana Lopilato, Felipe Colombo, Diego Mesaglio, Muni Seligmann, Candela Vetrano, Pablo Martínez, Mariano Torre, Tomás Fonzi, Benjamí Rojas, Victorio D'Alessandro, Eugenia Suárez, Manuela Pal, Dolores Fonzi, Celeste Cid, Michel Brown, Alejo Ortiz, Florencia Bertotti, Jazmín Stuart, Nicolas Riera, Gastón Soffritti, Peter Lanzani, Micaela Vázquez, Coco Maggio, Jenny Martínez, Julieta Nair Calvo, Irene Goldszer, Valentina Zenere, Oriana Sabatini, Eva de Dominici, Camila Bordonaba, David Chocarro, Rocío Igarzábal i Gastón Dalmau.

### Vida personal
Al 1972 va començar la seva relació amb el productor i empresari Gustavo Yankelevich. Al 1974 va tenir a la seva primera filla, l'actriu i animadora Romina Yan, i en 1977 va néixer el seu segon fill, el productor i director Tomás Yankelevich. El 1997 es va divorciar de Yankelevich.
| «             | Así como el día sigue a la noche, todo final anuncia siempre un nuevo comienzo. ¡Que nos volvamos a ver! ¡Gracias por tanto! | » |
| — Cris Morena | |   |

El seu fill Tomás va ser director del canal de TV argentí Telefe durant anys (període en el qual va co-produir diversos showa de la productora Morena Group) i actualment s'exerceix com a vicepresident Executiu de Turner Llatinoamèrica. En Tomás està casat amb l'actriu i presentadora Sofia Reca, que va protagonitzar una de les sèries de la seva sogra.

## Filmografia

### Cinema

#### Com a actriu
| Any  | Títol                            | Personatge       | Director         |
| ---- | -------------------------------- | ---------------- | ---------------- |
| 1986 | Los colimbas se divierten        | Enrique Carreras |                  |
| 1986 | Rambito y Rambón, primera misión | Enrique Carreras |                  |
| 1987 | Los colimbas al ataque           | Mónica           | Enrique Carreras |

#### Com a productora
| Any  | Títol                       |
| ---- | --------------------------- |
| 2001 | Chiquititas: Rincón de Luz  |
| 2004 | Erreway 4 caminos           |
| 2013 | Teen Angels, el adiós en 3D |

### Televisió

#### Com a actriu i presentadora
| Any         | Títol                         | Personatge   | Canal    | Notes           |
| ----------- | ----------------------------- | ------------ | -------- | --------------- |
| 1979        | Dulce fugitiva                | Laura Bruna  | ATC      | Elenc           |
| 1980        | Romina                        | Chris Bruna  | ATC      | Elenc.          |
| 1983 - 1989 | Mesa de notícias              | Cris         | ATC      | Elenc.          |
| 1989        | Las comedias de Darío Vittori | Mariel       | Canal 13 | Elenc.          |
| 1990 - 1991 | Amigos son los amigos         | Cris         | Telefe   | Co-Protagonista |
| 1991 - 1994 | Jugate conmigo                | Ella mateixa | Telefe   | Presentadora    |
| 1994        | Quereme                       | Paula        | Telefe   | Protagonista.   |
| 1995        | Jugate con todo               | Ella mateixa | Telefe   | Presentadora    |

#### Com a productora
| Any         | Sèrie               | N.º de temporades | N.º d'episodis                 | Canal              |
| ----------- | ------------------- | ----------------- | ------------------------------ | ------------------ |
| 1991-1994   | Jugate conmigo      | 4 temporades      | 700 episodis                   | Telefe             |
| 1995 - 2001 | Chiquititas         | 7 temporades      | 1016 episodis                  | Telefe             |
| 1998 - 2000 | Verano del 98       | 3 temporades      | 679 episodis                   | Telefe             |
| 2002 - 2003 | Rebelde way         | 2 temporades      | 318 episodis                   | Canal 9/Amèrica TV |
| 2002 - 2003 | Rincón de luz       | 1 temporada       | 199 episodis                   | Canal 9/Amèrica TV |
| 2004 - 2005 | Floricienta         | 2 temporades      | 361 episodis                   | Canal 13           |
| 2005        | Amor mio            | 1 temporada       | 160 episodis                   | Telefe             |
| 2006        | Chiquititas sin fin | 1 temporada       | 170 episodis                   | Telefe             |
| 2006        | Alma pirata         | 2 temporades      | 138 episodis                   | Telefe             |
| 2007 - 2010 | Casi angeles        | 4 temporades      | 579 episodis                   | Telefe             |
| 2008        | B&B                 | 1 temporada       | 123 episodis                   | Telefe             |
| 2009-2010   | Jake & Blake        | 2 temporades      | 50 episodis                    | Disney Channel     |
| 2011        | Atrapados           | 1 temporada       | 81 episodis                    | Yups Channel       |
| 2013 - 2014 | Aliados             | 2 temporades      | 40 episodis (+ 228 webisodios) | Telefe             |

## Teatre
| Any         | Títol                  | Lloc            |
| ----------- | ---------------------- | --------------- |
| 1994        | Jugate conmigo         | Teatre Gran Rex |
| 1996 - 2001 | Chiquititas            | Teatre Gran Rex |
| 2002        | Rebelde way            | Teatre Gran Rex |
| 2004 - 2005 | Floricienta            | Teatre Gran Rex |
| 2006        | Chiquititas sin fin    | Teatre Gran Rex |
| 2007 - 2010 | Casi angeles           | Teatre Gran Rex |
| 2010        | Despertar de primavera | Teatre Gran Rex |
| 2014        | Aliados                | Teatre Gran Rex |

## Premis
| Any  | Premi                        | Categoria                                    | Nominat                    | Resultat  |
| ---- | ---------------------------- | -------------------------------------------- | -------------------------- | --------- |
| 1997 | Martín Fierro                | Millor programa infantil/juvenil             | Chiquititas                | Guanyador |
| 1998 | Martín Fierro                | Millor programa infantil/juvenil             | Chiquititas                | Guanyador |
| 1998 | Martín Fierro                | Millor telenovel·la                          | Verano del 98              | Nominat   |
| 1999 | Martín Fierro                | Millor programa infantil/juvenil             | Chiquititas                | Guanyador |
| 1999 | Premis Gardel                | Millor àlbum infantil                        | Chiquititas vol IV         | Nominat   |
| 2001 | Premis Gardel                | Millor àlbum infantil                        | Chiquititas vol V          | Nominat   |
| 2001 | Premis Gardel                | Millor àlbum infantil                        | Chiquititas vol VI         | Nominat   |
| 2002 | Premis Gardel                | Millor àlbum infantil                        | Chiquititas: Rincón de luz | Guanyador |
| 2002 | Grammy Llatins               | Millor àlbum infantil                        | Chiquititas VII            | Nominat   |
| 2003 | Premis Martin Fierro         | Millor Telenovel·la                          | Rebelde way                | Nominat   |
| 2004 | Premis Clarin                | Millor ficció diària de comèdia              | Floricienta                | Nominat   |
| 2004 | Premis Clarin                | Millor infantil teatral                      | Floricienta en el gran rex | Guanyador |
| 2005 | Premis Martin Fierro         | Millor telecomedia                           | Floricienta                | Nominat   |
| 2005 | Premis Gardel                | Millor àlbum infantil                        | Floricienta y su banda     | Guanyador |
| 2005 | Grammy llatí                 | Millor àlbum infantil                        | Floricienta y su banda     | Nominat   |
| 2005 | Premis Clarin                | Millor ficció diària de comèdia              | Floricienta                | Nominat   |
| 2005 | Premis Clarin                | Millor ficció diària de comèdia              | Amor mio                   | Nominat   |
| 2006 | Premis Gardel                | Millor àlbum infantil                        | Floricienta 2              | Guanyador |
| 2006 | Premis Martin Fierro         | Millor telecomedia                           | Amor mio                   | Nominat   |
| 2007 | Premis Martin Fierro         | Millor comèdia juvenil                       | Chiquititas sin fin        | Guanyador |
| 2007 | Premis Martin Fierro         | Millor comèdia juvenil                       | Alma pirata                | Nominat   |
| 2008 | Premis Martin Fierro         | Millor programa juvenil                      | Casi Angeles               | Nominat   |
| 2009 | Premis Gardel                | Millor Àlbum Banda de So de Cinema/Televisió | Teen Angels II             | Nominat   |
| 2009 | Premis Martin Fierro         | Millor ficció juvenil                        | Casi Angeles               | Guanyador |
| 2009 | Premis Clarín                | Millor ficció diària de comèdia              | Casi Angeles               | Guanyador |
| 2009 | Premis Clarín                | Millor obra juvenil                          | Casi Angeles               | Guanyador |
| 2009 | 40 Principals                | Millor artista Argentina                     | Teen Angels                | Nominat   |
| 2010 | Martin Fierro                | Millor programa juvenil                      | Casi angeles               | Nominat   |
| 2010 | Premis Gardel                | Millor Àlbum Banda de So de Cinema/Televisió | Teen Angels                | Nominat   |
| 2010 | 40 principales               | Millor artista Argentina                     | Teen Angels                | Nominat   |
| 2011 | Martin Fierro                | Millor programa juvenil                      | Casi angeles               | Nominat   |
| 2011 | Kids Choice Awards Argentina | Millor programa favorit de tv Llatí          | Casi angeles               | Guanyador |
| 2011 | Kids Choice Awards Argentina | Millor grup llatí favorit                    | Teen Angels                | Nominat   |
| 2011 | Kids Choice Awards Argentina | Premi a la trajectòria                       | Ella mateixa               | Guanyador |
| 2011 | Premis Gardel                | Millor Album Infantil/Juvenil                | Teen Angels IV             | Nominat   |
| 2011 | Premis Quiero                | Millor video banda                           | Que llegue tu voz          | Nominat   |

## Formats Venuts
- Chiquititas

Mèxic: Chiquititas (1998) TV Asteca
Brasil: Chiquititas (1997-2001) (2007) i (2013-2015) SBT
Portugal: Chiquititas (2007-2008) SIC
- Rebelde Way

Mèxic: Rebelde (2004 - 2006) Televisa
India: Remix Gang (2004 - 2007)
Portugal: Rebelde Way (2008) SIC
Xile: Corazón rebelde (2009) Canal 13
Brasil: Rebelde (2011 - 2012) Rede Record
- Floricienta

Brasil: Floribella (2005 - 2006) Rede Bandeirantes
Xile: Floribella (2006 - 2007) TVN
Colombia: Floricienta (2006 - 2007) Canal RCN
Portugal: Floribella (2006 - 2008) SIC
Mèxic: Lola, érase una vez (2007 - 2008) Televisa
- Amor mio

Mèxic: Amor Mio (2006 - 2007) Televisa
- Verano del 98

Mèxic: Verano del amor (2009) Televisa
Panamà: Sueños de verano (2011) TVN
- Casi Angeles

Espanya: La resistencia (2011) Telecinco